# Dov Zifroni
Dov Zifroni (hebräisch דב צפרוני‎; * 17. Februar 1976) ist ein israelischer Schachspieler.
Vereinsschach spielt er in Israel für den Herzlia Chess Club, mit dem er auch an European Club Cups teilnahm, und zwar 1997 in Kasan am dritten, 2001 in Panormos am ersten und 2007 in Kemer am zweiten Brett. 1997 hatte er dabei eine Elo-Leistung von 2651. Er spielte auch für die Universitätsmannschaft der Universität Tel Aviv, mit der er 2005 in Tel Aviv am ersten Brett die 9. israelische Universitätsmannschaftsmeisterschaft gewinnen konnte.

## Erfolge
1993 wurde er Internationaler Meister. 1999 gewann er das 15. Moshe Czerniak Memorial in Tel Aviv. Der Sieg bescherte ihm seine letzte Großmeisternorm, so dass er 1999 den Großmeistertitel erhielt. Seine zweite Großmeister-Norm hatte er bei seinem Gewinn des Czerniak Memorials 1998 erreicht.
Weitere Turniererfolge:
- Czerniak Memorial, Bikurei Haitim 1997: 1.–4. Platz
- Herzliya 2000: 2./3. Platz
- Sluzky Leonid Memorial, Herzlia 2009: 1.–3. Platz

Seine Elo-Zahl beträgt 2478 (Stand: Januar 2022). Seine bisher höchste Elo-Zahl lag bei 2552 von Juli bis Dezember 2003, er belegte damals den zehnten Platz der israelischen Elo-Rangliste.